# Gebhard
Gebhard ist ein männlicher Vorname und ein Familienname.

## Herkunft und Bedeutung des Namens
Der Name kommt aus dem Althochdeutschen und ist ein zweigliedriger Name, bestehend aus geba (= die Gabe) und harti oder herti (= hart, stark, fest, entschlossen). Man kann dies mit „der Gebefreudige“ übersetzen.
Im Mittelalter war der Name verbreitet durch die Verehrung des heiligen Gebhard, Bischof von Konstanz (s. u.).

## Gedenktag
- 15. Juni (Gebhard von Helfenstein, Erzbischof von Salzburg)
- 27. August (Gebhard II. von Konstanz, Landespatron von Vorarlberg)[1]

## Namensträger

### Einzelname
- Gebhard I. (Konstanz) († 875), Bischof von Konstanz
- Gebhard I. (Speyer) (vor 846–vor 888), Bischof von Speyer
- Gebhard I. (Querfurt) (um 970–um 1017), Herr von Querfurt
- Gebhard I. (Regensburg) († 1023), Bischof von Regensburg
- Gebhard I. von Eichstätt (um 1020–1057), Bischof von Eichstätt, Papst, siehe Viktor II.
- Gebhard I. von Plain (1170–1232), Bischof von Passau
- Gebhard I. von Waldburg (1547–1601), Kurfürst und Erzbischof von Köln
- Gebhard II. von Bregenz (949–995), Bischof von Konstanz, Heiliger, siehe Gebhard von Konstanz
- Gebhard II. (Regensburg) († 1036), Bischof von Regensburg
- Gebhard II. von Urach († 1110), Bischof von Speyer
- Gebhard II. (Querfurt) († 1126), Graf von Querfurt
- Gebhard II. von Grögling († 1149), Fürstbischof von Eichstätt
- Gebhard II. zur Lippe (um 1190–1258), Erzbischof von Bremen und Bischof von Hamburg, siehe Gerhard II. (Bremen)
- Gebhard III. (Regensburg) († 1060), Bischof von Regensburg
- Gebhard III. von Zähringen († 1110), Bischof von Konstanz
- Gebhard III. von Sulzbach (um 1114–1188), deutscher Adliger
- Gebhard III. von Hirschberg († um 1232), Graf von Hirschberg, Dollnstein und Grögling, Domvogt von Eichstätt
- Gebhard III. von Graisbach († 1327), Fürstbischof von Eichstätt
- Gebhard IV. von Gosham (auch von Gotzenheim oder von Hohenlohe-Gotzesheim; † 1105), Bischof von Regensburg
- Gebhard IV. von Querfurt († 1213/1216), Burggraf von Magdeburg
- Gebhard IV. von Hirschberg (um 1190–1275?), Graf von Hirschberg
- Gebhard VII. (≈1261–1305), Graf von Hirschberg
- Gebhard XIV. von Alvensleben (erwähnt 1393–1425), deutscher Burgherr und Landeshauptmann
- Gebhard XVII. von Alvensleben († 1541), deutscher Landeshauptmann und Amtshauptmann
- Gebhard XXIII. von Alvensleben (1584–1627), deutscher Amtshauptmann
- Gebhard XXV. von Alvensleben (1618–1681), deutscher Historiker
- Gebhard XXVIII. von Alvensleben (1734–1801), deutscher Politiker und Gutsbesitzer
- Gebhard Hermann Werner von Alvensleben (1847–1906), General
- Gebhard Johann I. von Alvensleben (1576–1631), deutscher Gutsherr und Astronom
- Gebhard Johann Achaz von Alvensleben (1764–1840), deutscher Gutsbesitzer
- Gebhard Karl Ludolf von Alvensleben (1798–1867), preußischer General
- Gebhard Nikolaus von Alvensleben (1824–1909), preußischer Oberforstmeister
- Gebhard im Lahngau († 879), Graf im Lahngau
- Gebhard (Lothringen) (888–910), Herzog von Lothringen
- Gebhard von Konstanz (949–995), Heiliger, Bischof von Konstanz
- Gebhard (Salzburg) (≈1010–1088), Erzbischof von Salzburg
- Gebhard (Windberg) († 1191), erste Abt des Klosters Windberg
- Gebhard (Ortenburg) († 1275), Graf von Murach, Graf von Ortenburg
- Gebhard von Brandenburg († 1287), Bischof von Brandenburg
- Gebhard von Henneberg (≈1100–1159), Bischof von Würzburg
- Gebhard von Mansfeld (≈1500–1562), Erzbischof von Köln
- Gebhard von Urach, Bischof von Straßburg zwischen 1131 und 1141

### Vorname
Gebhard
- Gebhard Aberer (* 1959), österreichischer Skispringer
- Gebhard Leberecht von Blücher (1742–1819), preußischer Generalfeldmarschall
- Gebhard Büchel (* 1921), Liechtensteiner Zehnkämpfer
- Gebhard Fugel (1863–1939), deutscher Maler
- Gebhard Fürst (* 1948), Bischof von Rottenburg-Stuttgart
- Gebhard Greiling (1910–2008), deutscher Generalarzt
- Gebhard Henke (* 1955), deutscher Filmproduzent, war Professor an der Kunsthochschule für Medien Köln
- Gebhard Kromer (1821–1849), badischer Soldat, wegen Beteiligung an der Badischen Revolution von 1849 standrechtlich hingerichtet
- Gebhard Levin Lüdecke (1662–1732), fürstlich braunschweig-wolfenbüttelscher Hofrat, Bürgermeister von Braunschweig
- Gebhard von Mansfeld (1524–1562), Erzbischof und Kurfürst von Köln
- Gebhard Müller (1900–1990), deutscher Politiker
- Gebhard Poltera (1923–2008), Schweizer Eishockeyspieler
- Gebhard Rath (1902–1979), österreichischer römisch-katholischer Geistlicher, Zisterzienser, Verfolgter des Nationalsozialismus
- Gebhard Seelos (1901–1984), deutscher Politiker
- Gebhard Ullmann (* 1957), deutscher Jazzmusiker (Saxophone, Flöten, Bassklarinette) und Komponist
- Gebhard Wölfle (1848–1904), österreichischer Mundartdichter und Photograph
- Gebhard Zürcher (1701–1781), Schweizer Politiker (u. a. Gemeindehauptmann, Landvogt und Landammann) aus dem Kanton Appenzell Ausserrhoden

### Familienname
- Adolf Gebhard (1887–1974), deutscher Kunstpädagoge, Maler und Grafiker
- Albert Gebhard (1832–1907), badischer Ministerialbeamter
- Albert Gebhard (Maler) (1869–1937), russisch-finnischer Maler
- Andrea Gebhard (* 1956), deutsche Landschaftsarchitektin und Stadtplanerin
- Andreas Gebhard (* 1975), deutscher Politiker (Grüne Jugend)
- Andreas Manfred Gebhard (* 1997), deutsch-österreichischer Segler
- Angelika Gebhard, deutsche Autorin, Filmemacherin, Seglerin und Tierschützerin
- Brigitte Haas-Gebhard (* 1963), deutsche Mittelalterarchäologin
- Bruno Gebhard (1901–1985), deutsch-amerikanischer Mediziner
- Carl Gebhard (1861–1903), deutscher Gynäkologe
- Cathérine Gebhard (* 1978), deutsche Medizinerin und Hochschullehrerin
- David Gebhard (Kunsthistoriker) (1917–1996), US-amerikanischer Kunsthistoriker
- David Gebhard (Journalist) (* um 1985), deutscher Journalist
- Derek Gebhard (* 1995), US-amerikanischer Fußballspieler
- Dieter Gebhard (* 1952), deutscher Hürdenläufer, Sprinter und Bobfahrer
- Elizabeth R. Gebhard (* 1935), US-amerikanische Klassische Archäologin
- Esther Gebhard (* 1970), deutsche Sängerin, Bassistin, Moderatorin, Sprecherin, und Aktivistin für Menschenrechte
- Felix Gebhard, deutscher Musiker und Fotograf
- Florian Gebhard (* 1960), deutscher Orthopäde und Unfallchirurg
- Friedrich Albert Gebhard (1781–1861), deutsch-russischer Schauspieler und Dramatiker
- Friedrich Ernst Gebhard (1823–1889), deutscher Bürgermeister und Abgeordneter
- Friedrich Roman Gebhard (1742–1803), deutscher katholischer Priester, Jesuit und Gelehrter
- Hannes Gebhard (1864–1933), finnischer Ökonom und Hochschullehrer
- Hanns Niedecken-Gebhard (1889–1954), deutscher Theaterregisseur und Intendant
- Hans Gebhard (Komponist) (1897–1974), deutscher Komponist und Musikpädagoge
- Hans Gebhard (Kirchenmusiker) (1929–2022), deutscher Kirchenmusiker, Organist, Komponist und Dirigent
- Hans Gebhard-Elsaß (1882–1947), deutscher Komponist und Musikpädagoge
- Hedvig Gebhard (1867–1961), finnische Journalistin und Politikerin
- Heike Gebhard (* 1954), deutsche Politikerin (SPD)
- Helmut Gebhard (1926–2015), deutscher Architekt und Hochschullehrer
- Hermann Gebhard (Jurist) (1843–1906), deutscher Jurist und Politiker (NLP), MdR
- Hermann Gebhard (Landwirt) (1878–1928), deutscher Landwirt und Politiker (BLB), MdL Baden
- Janus Gebhard (1592–1632), deutscher Klassischer Philologe und Hochschullehrer
- Johann Gebhard (1676–1756), deutscher Maler
- Johann Christoph Carl Gebhard (1797–1882), Mitglied der Frankfurter Nationalversammlung
- John Gebhard (1782–1854), US-amerikanischer Jurist und Politiker
- Jürgen Gebhard (* 1940), Schweizer Fledermausforscher
- Julius Gebhard (1884–1966), deutscher Erziehungswissenschaftler
- Justus von Gebhard (1588–1656), deutscher Jurist und Gesandter
- Karl Gebhard (1800–1874), deutscher Forstmann
- Kurt Gebhard (1881–1914), deutscher Chemiker
- Luca Davide Gebhard (* 1974), deutsch-italienischer Architekt und Designer
- Ludwig Gebhard (Musiker) (1907–1993), deutscher Kirchenmusiker und Musikpädagoge
- Ludwig Gebhard (Künstler) (1933–2007), deutscher Grafiker und Künstler
- Ludwig Gebhard (Regierungspräsident) (1891–1956), deutscher Jurist
- Maiju Gebhard (1896–1986), finnische Erfinderin
- Marie Gebhard (1832–1892), deutsche Theosophin
- Max Gebhard (Musiker) (1896–1978), deutscher Musiker, Komponist und Musikpädagoge
- Max Gebhard (Grafiker) (1906–1990), deutscher Grafiker
- Melanie Gebhard (* 1980), deutsche Musicaldarstellerin
- Nicky Gebhard (1952–2021), deutscher Schlagzeuger, Komponist, Musikpädagoge und Journalist
- Otto Gebhard (1703–1773), deutscher Maler
- Paul Gebhard (1917–2015), US-amerikanischer Anthropologe und Sexualwissenschaftler
- Peter Gebhard (* 1959), deutscher Fotograf und Journalist
- Philipp Müller-Gebhard (1889–1970), deutscher Generalleutnant
- Philipp August Gebhard (1805–1874), deutscher Weinhändler, Apotheker und Politiker (DFP, NLP)
- Regina Gebhard (* 1928), deutsche Gebrauchsgrafikerin
- Renate Gebhard (* 1977), italienische Rechtsanwältin und Politikerin (SVP)
- Rupert Gebhard (* 1961), deutscher Prähistorischer Archäologe
- Rollo Gebhard (1921–2013), deutscher Einhandsegler, Autor und Tierschützer
- Tamás Gebhard (* 1968), ungarischer Badmintonspieler
- Torsten Gebhard (1909–1994), deutscher Volkskundler, Kunsthistoriker und Denkmalpfleger
- Ulrich Gebhard (* 1951), deutscher Erziehungswissenschaftler
- Viktor Gebhard (1896–1957), deutscher Klassischer Philologe und Gymnasiallehrer
- Volker Gebhard (* 1948), deutscher Fußballtorwart
- Walter Gebhard (1936–2019), deutscher Germanist und Hochschullehrer
- Werner Gebhard (1921–1997), deutscher Beamter, Gewerkschafter und Politiker
- Wilfried Gebhard (* 1944), deutscher Bilderbuchautor, Illustrator und Cartoonist
- Wilhelm Gebhard (* 1976), deutscher Politiker (CDU), Mitglied des Deutschen Bundestages
- Wolfgang Magnus Gebhard (1683–1755), deutscher Zeichner und Kupferstecher
- Yvonne Gebhard (geb. Stierwald; * 1963), deutsche Speerwerferin

## Unternehmen
- ehemalige Seidenweberei Gebhard & Co. AG in Wuppertal-Vohwinkel, siehe Gebhardgebäude